# Саель Кумбеді
Саель Кумбеді Нсеке (фр. Saël Kumbedi Nseke, нар. 26 березня 2005) — французький професійний футболіст, який грає на позиції правого захисника за клуб Ліги 1 «Ліон».

## Клубна кар’єра
Колишній гравець юнацької академії Парі Сен-Жермен та CC Taverny, Кумбеді приєднався до «Гавра» у 2019 році. Він дебютував за основну команду клубу 13 листопада 2021 року в переможному матчі Кубка Франції проти «В’єрзона» з рахунком 2:0.
31 серпня 2022 року Кумбеді підписав трирічний контракт із «Ліоном» до червня 2025 року.

## Міжнародна кар’єра
Народжений у Франції, Кумбеді має конголезьке походження. Він є молодіжним міжнародним гравцем Франції. У квітні 2022 року його включили до складу збірної Франції до 17 років на Чемпіонат Європи до 17 років. 1 червня 2022 року він забив два голи у фіналі турніру, здобувши перемогу над Нідерландами з рахунком 2:1.

## Статистика кар’єри
Станом на матч зіграний 13 березня 2025
| Клуб               | Сезон              | Ліга               | Ліга | Ліга | Національний кубок | Національний кубок | Кубок ліги | Кубок ліги | Континентальні | Континентальні | Інші | Інші | Загалом | Загалом |
| Клуб               | Сезон              | Дивізіон           | М    | Г    | М                  | Г                  | М          | Г          | М              | Г              | М    | Г    | М       | Г       |
| ------------------ | ------------------ | ------------------ | ---- | ---- | ------------------ | ------------------ | ---------- | ---------- | -------------- | -------------- | ---- | ---- | ------- | ------- |
| Гавр B             | 2022–23            | Національ 3        | 9    | 0    | —                  | —                  | —          | —          | —              | —              | —    | —    | 9       | 0       |
| Гавр               | 2021–22            | Ліга 2             | 2    | 0    | 1                  | 0                  | —          | —          | —              | —              | —    | —    | 3       | 0       |
| Гавр               | 2022–23            | Ліга 2             | 4    | 0    | 0                  | 0                  | —          | —          | —              | —              | —    | —    | 4       | 0       |
| Гавр               | Загалом            | Загалом            | 6    | 0    | 1                  | 0                  | —          | —          | 0              | 0              | —    | —    | 7       | 0       |
| Ліон B             | 2022–23            | Національ 3        | 3    | 0    | 0                  | 0                  | —          | —          | —              | —              | —    | —    | 3       | 0       |
| Ліон               | 2022–23            | Ліга 1             | 20   | 0    | 2                  | 0                  | —          | —          | —              | —              | —    | —    | 22      | 0       |
| Ліон               | 2023–24            | Ліга 1             | 17   | 0    | 2                  | 0                  | —          | —          | —              | —              | —    | —    | 19      | 0       |
| Ліон               | 2024–25            | Ліга 1             | 11   | 0    | 1                  | 0                  | —          | —          | 4              | 0              | —    | —    | 16      | 0       |
| Ліон               | Загалом            | Загалом            | 48   | 0    | 5                  | 0                  | —          | —          | 4              | 0              | —    | —    | 57      | 0       |
| Загалом за кар’єру | Загалом за кар’єру | Загалом за кар’єру | 66   | 0    | 6                  | 0                  | 0          | 0          | 4              | 0              | 0    | 0    | 76      | 0       |

1. ↑  Виступи в Ліга Європи УЄФА

## Нагороди
Ліон
- Фіналіст Кубок Франції з футболу: 2023–24[9]

Франція U19
- Фіналіст Чемпіонат Європи з футболу до 19 років: 2024

Франція U17
- Чемпіонат Європи з футболу до 17 років: 2022[10]